# Cyanantheae
Cyanantheae, tribus zvončikovki, dio potporodice Campanuloideae. Sastoji se od 10 rodova, a tipični je cijnantus (Cyananthus), sa 20 vrsta trajnica iz Azije.

## Rodovi
1. Platycodon A. DC. (1 sp.)
2. Cyclocodon Griff. (3 spp.)
3. Echinocodon D. Y. Hong (2 spp.)
4. Ostrowskia Regel (1 sp.)
5. Canarina L. (3 spp.)
6. Cyananthus Wall. ex Benth. (20 spp.)
7. Codonopsis Wall. (49 spp.)
8. Pankycodon D. Y. Hong & X. T. Ma (1 sp.)
9. Himalacodon D. Y. Hong & Qiang Wang (1 sp.)
10. Pseudocodon D. Y. Hong & H. Sun (8 spp.)